# Fitzroy Island National Park
Fitzroy Island National Park är en nationalpark i Australien.   Den ligger i delstaten Queensland, i den nordöstra delen av landet, 2 100 km norr om huvudstaden Canberra. Fitzroy Island National Park ligger 153 meter över havet. Arean är 2,9 kvadratkilometer. Den ligger på ön Fitzroy Island.